# Opfikon
Opfikon is een gemeente en plaats in het Zwitserse kanton Zürich, en maakt deel uit van het district Bülach.
Opfikon telt 12.859 inwoners.
Bestuurlijk behoort het even bekende Glattbrugg tot dezelfde gemeente. De gemeente wordt ook wel Opfikon-Glattbrugg genoemd.